# Belaja Rus

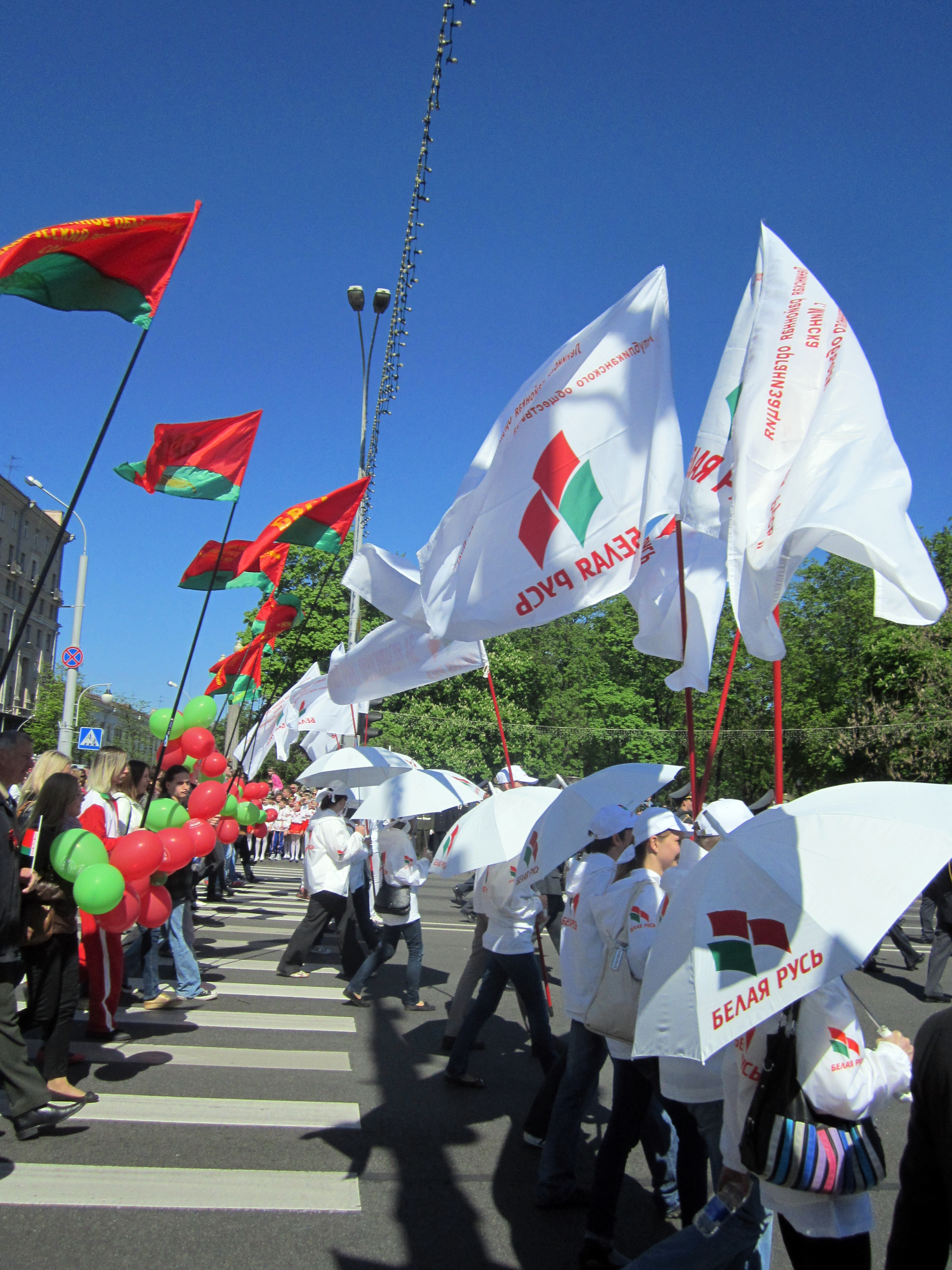
Parade am Tag des Sieges in Minsk (2012)

Belaja Rus (Deutsch Weiße Rus, historisierende Bezeichnung für Belarus) ist eine europaskeptische politisch-zivilgesellschaftliche Vereinigung in Belarus zur Unterstützung des langjährig autokratisch herrschenden Staatspräsidenten Aljaksandr Lukaschenka bei verschiedenen Parlamentswahlen und Präsidentschaftswahlen. Der Gründungskongress fand am 17. November 2007 statt. Die Vereinigung trägt die Russifizierung des Landes mit, als Vorbild dient die russische Partei „Einiges Russland“. Eine Umbildung der „Belaja Rus“ in eine „wirkliche“ politische Partei fand am 18. März 2023 statt. Zuvor forderte Oleg Proleskoweski, der Minister für Information von Belarus und „Chefideologe Lukaschenkos“, dies im Sommer 2012. Bei den Parlamentswahlen 2024 wurde sie automatisch aus dem Stand stärkste Partei.
Vorsitzender von „Belaja Rus“ ist Aljaksandr Radskou, der damals als belarussischer Bildungsminister gedient hatte und derzeit Vizechef der Präsidialverwaltung ist. Die Mitgliederzahl liegt angeblich bei mehr als 80.000 Belarussen. Im Oktober 2008 war knapp die Hälfte der Abgeordneten des belarussischen Parlamentes Mitglied dieser politischen Vereinigung.
Im Februar 2013 schloss die Vereinigung mit der polnischen Samoobrona ein Kooperationsabkommen. Die beiden Vereinigungen wollen in Zukunft Erfahrungen austauschen, gemeinsam Pressekonferenzen abhalten und gemeinsam Studien durchführen. Im März 2013 wiederum folgte ein Kooperationsabkommen mit der lettischen Oppositionspartei Saskaņas Centrs. Im Dezember des gleichen Jahres folgte ein weiteres Abkommen mit der Volksdemokratischen Partei Tadschikistans, der größten Partei Tadschikistans. Außerdem gratulierten Vertreter von Belaja Rus dem venezolanischen Politiker Nicolás Maduro zu seinem Sieg bei den Präsidentschaftswahlen 2013.
Die Organisation vergibt einen Jugendliteraturpreis mit dem Namen „Goldene Feder der Belaja Rus“.